# Herbert Fromm
Herbert Fromm (geboren am 23. Februar 1905 in Kitzingen, Unterfranken; gestorben am 10. März 1995 in Brookline, Massachusetts) war ein deutsch-amerikanischer Organist, Dirigent und Komponist. In den 1930er Jahren wurde er in Deutschland als „Erneuerer der synagogalen Musik“ gefeiert. Er emigrierte nach der nationalsozialistischen Machtübernahme im Jahr 1937 in die USA und setzte dort sein Wirken fort, weshalb seinen Arbeiten auch eine große Bedeutung für das jüdisch-geistliche Liedgut in Amerika zugeschrieben wird.

## Leben

### Dirigent in Deutschland
Fromm wurde 1905 im unterfränkischen Kitzingen geboren. Die Stadt lag im Königreich Bayern und war für ihren Weinhandel bekannt. Der Vater Max Fromm war als Kaufmann auf den Handel mit Wein spezialisiert, die Mutter Mathilde Maria, geborene Maier war als Hausfrau tätig. Er hatte insgesamt vier Geschwister, darunter seinen Zwillingsbruder Alfred, der später in die Fußstapfen des Vaters trat und die Weinhandlung übernahm. Außerdem brachte sein Vater zwei Halbschwestern in die Ehe. Allen Geschwistern und dem Vater gelang es in den 1930er Jahren, in die USA zu emigrieren. Fromm war darüber hinaus Cousin des Psychoanalytikers Erich Fromm, dessen Vater ein Bruder von Max Fromm war.
Der junge Fromm lernte zusammen mit seinem Zwillingsbruder vierhändiges Klavierspiel, und auch die anderen Geschwister wurden früh musikalisch gefördert. Viele Mitglieder der Familie engagierten sich später in der Künstlerförderung. Nachdem sich Fromm in seiner Jugend am Finger verletzt hatte und damit die Pläne aufgeben musste, Konzertpianist zu werden, begann er mit dem Komponieren und dem Dirigieren. Zu einem Förderer stieg in der Anfangszeit der Musiker, Heimatdichter und Jurist Armin Knab auf, der ebenfalls in Kitzingen aufgewachsen war. Von 1925 bis 1928 studierte Fromm an der Staatlichen Akademie der Tonkunst in München Komposition. Dieser Ausbildung schloss sich ein zweijähriger Meisterkurs an, wobei Fromm nun neben der Komposition auch Dirigieren lernte.
Nach seiner Ausbildung nahm Fromm zunächst eine Stelle als Kapellmeister am Stadttheater Bielefeld an. Er wechselte 1931 nach Würzburg.
Fromm wurde dort wenige Wochen nach der Machtergreifung der Nationalsozialisten entlassen. Daraufhin engagierte er sich in den folgenden Jahren im Jüdischen Kulturbund in Frankfurt am Main und stieg bald zum Chorleiter und Konzertbegleiter auf. Während dieser Zeit entstanden auch eine Vielzahl an eigenen Kompositionen, die im Rahmen der Kulturbundtätigkeit auch ihre Erstaufführung erlebten. Daneben trat Fromm bald auch als Organist in Erscheinung. So assistierte er ab 1934 seinem Orgellehrer Siegfried Würzburger an der Westend-Synagoge in Frankfurt am Main und konnte 1935 auch an der Hauptsynagoge in Wiesbaden, in Mainz und in Bingen nachgewiesen werden. In Bingen lebte Fromm zu dieser Zeit auch.

### Musikdirektor und Komponist in den USA
Zu Beginn des Jahres 1936 reiste Fromm erstmals nach New York. Dort gab er mit dem Bariton Ernst Wolff ein Konzert, bei dem auch Eigenkompositionen zur Aufführung gebracht wurden. Im Januar 1937 emigrierte er endgültig in die USA. Von seiner Heimatstadt Bingen verabschiedete er sich mit einem Konzert. Er erreichte am 1. Februar 1937 New York. Der Migration war eine Bewerbung auf eine Stelle als Organist und Musikdirektor am Temple Beth Zion in Buffalo, New York vorausgegangen. Zusätzlich erhielt Fromm ab 1939 die Stelle als Organist und Chorleiter der First Presbyterian Church of East Aurora, New York. Er bildete sich bei Paul Hindemith an der University of Buffalo in Kontrapunkt fort, was sich auf die Vielfalt seiner Kompositionen auswirkte. Am 22. Januar 1942 heiratete Fromm die aus Frankfurt stammende Schauspielerin Leni Steinberg.
Im Juni 1941 hatte er Buffalo verlassen und trat eine Stelle am Temple Israel in Boston, Massachusetts an. Dort wirkte Fromm bis zu seiner Pensionierung im Jahr 1972 als Musikdirektor und Organist. Er schrieb und führte auf eine Vielzahl an Werken. Neben synagogaler Musik komponierte er auch eine Anzahl weltlicher Stücke. Unter Fromms Arbeiten aus der Zeit in Boston sind Chormusik, Liederzyklen, Kammermusik, geistliche Kantaten, Orgel- und Klaviermusik. Über die in den USA entstandenen Arbeiten wirkte Fromm bis nach Deutschland, wo er bereits in den 1930er Jahren als „Erneuerer der synagogalen Musik“ gefeiert wurde. In den Vereinigten Staaten beeinflusste Fromms Wirken die Musik in der Synagoge ebenfalls nachhaltig und brachte ihm mehrere Preise und Auszeichnungen ein.
Im Herbst 1960 kehrte Fromm im Rahmen einer Europareise nach Deutschland zurück, wo er Konzerte in München und Frankfurt gab. Am 20. März 1944 hatte er die US-amerikanische Staatsbürgerschaft angenommen. Im Jahr 1962 wurde ein Wiedergutmachungsverfahren eingeleitet. Im Zuge dessen suchte Fromm neuerlich Deutschland auf. Letztmals kehrte er im Jahr 1966 in seine Geburtsstadt zurück. Er starb 1995 in Brookline, Massachusetts. Nach seinem Tod etablierte der Temple Israel in Boston den Herbert and Leni Fromm Composers Fund, der die Komposition neuer geistlicher Werke fördert. Leni Fromm, geborene Steinberg lebte noch bis zum 20. März 1997 im gemeinsamen Haus in Brookline.

## Werke (Auswahl)
Fromm veröffentlichte ab den 1920er Jahren eine Vielzahl an Werken. Der Schwerpunkt lag dabei auf den Kompositionen, aber er veröffentlichte auch Schriften. Mit seiner Übersiedlung in die USA nahm seine Musikproduktion stetig zu, zeitweise erschienen über fünf Werke pro Jahr. Fromm arbeitete für seine Kompositionen bevorzugt mit dem in New York City angesiedelten Label Transcontinental Music zusammen. 1961 wurde unter dem Titel Hymns and songs for the synagogue eine Notenedition seiner Werke herausgegeben. Die letzten Arbeiten datieren auf das Jahr 1990. In seinem Nachlass befinden sich weitere handschriftlich überlieferte Stücke. Von Fromm erschienen ab den 1960er Jahren auch Bücher, darunter mehrere Biografien von amerikanisch-jüdischen Komponisten. Sie erschienen in amerikanischen Fachverlagen für Musikgeschichte.

### Kompositionen
- Cubanische Habenera, für Klavier. o. O. ca. 1920–1925.
- Jüdische Volksweisen ohne Worte. Nigunim, für Frauenchor und Klavier. o. O. ca. 1934.
- Shepherd’s story, für mittlere Stimme und Klavier, 1934. Transcontinental Music, New York 1939.
- Fünf palästinensische Volksweisen, für mittlere Stimme und Orchester. o. O. 1935.
- In Ewigkeit, für gemischten Chor und Orchester. o. O. 1935.
- Klaviersuite nach jüdischen Volksweisen. o. O. ca. 1935.
- O Korn, für gemischten Chor und Orchester. o. O. 1935.
- Passacaglia und Fuge, für Orgel. o. O. 1935.
- Acht kurze Choral-Vorspiele, für Orgel. o. O. 1936.
- Palestinian cradlesong. Numi, numi, für mittlere Stimme und Klavier. o. O. 1936.
- Ein Psalm Davids. Worte des 18. Psalms. Motette für gemischten Chor a capella. Jüdischer Kulturbund, Frankfurt am Main.
- Around the Sabbath table, für tiefe Stimme, gemischten Chor und Klavier. Transcontinental Music, New York 1941.
- Prelude. Shalom Aleychem, für Orchester. o. O. 1941.
- Grant us peace, für Singstimme oder Chor und Orgel oder Klavier, 1941. Transcontinental Music, New York 1943.
- Adath Israel, Friday eve service, für Kantor, gemischten Chor und Orgel. Transcontinental Music, New York 1943.
- Adon olom. The Lord of all, für Kantor, gemischten Chor und Orgel. Transcontinental Music, New York 1943.
- Kiddush. Synagogue music of our day, für Kantor, gemischten Chor und Orgel. Transcontinental Music, New York 1943.
- New Year’s anthem, für Chor und Orgel, 1944. Transcontinental Music, New York 1946.
- Yemenite Passover song. Adir hu, für Sopran, gemischten Chor und Klavier. Transcontinental Music, New York 1946.
- Psalm 121, für gemischten Chor, 1947. R. D. Row Music., Boston 1948.
- A Proverb. From the Wisdom of Solomon, für einstimmigen Chor, Solo und Klavier. Transcontinental, New York 1948.
- In grato jubilo. An occasional cantata for Serge Koussevitzky, für Altsolo, Frauenchor und Instrumentalensemble. o. O. 1949.
- Light is sown. Or zorua, Kantate für Sprecher, Tenor, Chor und Ensemble. o. O. 1950.
- Six madrigals, für gemischten Chor, 1950. Transcontinental Music, New York 1951.
- Concerto, für Flöte und Streichorchester. o. O. 1952.
- Sonata in G, für Violine und Klavier, 1949. Boosey & Hawkes, New York 1954.
- Psalm 126 after a traditional melody, für gemischten Chor und Orgel. o. O. 1958.
- Suite, 1958, für unterschiedliche Ensembles bearbeitet. Transcontinental Music, New York 1959–1960.
- Psalm cantata, für Chor und Blasquintett. o. O. 1959.
- Tov lehodos: Psalm 92, für Kantor, Chor und Orgel. o. O. ca. 1959.
- Avodat Shabbat. Sabbath eve service, für Kantor, gemischten Chor und Orgel. Transcontinental Music, New York 1960.
- Onto the hills: Psalm 121, für Singstimme und Tasteninstrument. o. O. 1961.
- The 24rd Psalm, für gemischten Chor, Tenor oder Sopran und Orchester. o. O. 1962.
- Partita on Baruch haba (a melody from the southern French synagogue), für Orgel, 1958. E. C. Schirmer, Boston 1962.
- Psalm cantata, für Sopran, gemischten Chor und Orchester. o. O. 1963.
- Chemdat yamim. Sabbath morning service (The day of delight), für Kantor, Solisten, gemischten Chor und Instrumentalensemble oder Orgel. Transcontinental Music, New York 1964.
- Organ prelude based on High Holiday motifs, 1964. Transcontinental Music, New York 1965.
- Avinu malkenu. After a Sephardic melody, für Bass, gemischten Chor und Orgel. o. O. 1968.
- Seven prayers, für mittlere Stimme und Klavier (Orgel), 1968. Transcontinental Music, New York 1969.
- The banner of love. Cantata, für Sopran, Tenor, Frauenchor und Orchester. o. O. 1968.
- Four psalms (using Sephardic intonations), für hohe Stimme und Klavier oder Orgel, 1970. Transcontinental Music, New York 1971.
- The Song of Songs, für Sopran, Tenor und Klavier. o. O. 1976.
- How can I sing? Für gemischten Chor und Orgel. Transcontinental Music, New York 1977.
- Sonata based on a Sephardic hymn, für Klavier, 1977. Transcontinental Music, New York 1978.
- Yemenite cycle, für mittlere Stimme, Flöte, Harfe und Schlagzeug. Israeli Music Publications, Tel Aviv 1977.
- Eli siyon (Mourn, Zion), für gemischten Chor und Orgel, 1978. Transcontinental Music, New York 1979.
- Two adorations music, für Kantor, gemischten Chor und Orgel. Transcontinental Music, New York 1981.
- Ya shimcha. A Hebrew cantata, für Tenor, gemischten Chor, Sprecher und Orgel. Transcontinental Music, New York 1982.
- Psalm verses, für Sopran, Streichorchester und Pauken. o. O. 1983.
- Two psalm settings, für Chor und Begleitung. Carol Stream, Hope 1983.
- Quintett, für Flöte, Oboe, Klarinette, Horn und Fagott. o. O. 1984.
- Kabbalat Shabbat: Psalms 92, 95 and 97, für gemischten Chor. o. O. 1985.
- Piano sonata No. 2. o. O. 1988.
- Suite, für Orgel. o. O. 1989.
- Come with me. Five poems by James Stephens, für hohe Stimme und Klavier. o. O. 1990.
- Old European songs, für Singstimme und Klavier. Southern Music, San Antonio 1990.

### Bücher
- The Key of See. Travel Journals of a Composer. The Plowshare Press, Boston 1967.
- A. W. Binder. Jewish Liturgical Composer. Jewish Liturgical Music Society of America, New York 1972.
- Seven Pockets. Dorrance, Pittsburgh 1977.
- On Jewish Music. A Composer’s View. Bloch Publishing, New York 1978.

## Mitgliedschaften und Auszeichnungen
- Jüdischer Kulturbund
- 1945: Ernest-Bloch-Preis für die Kantate „Song of Miriam“
- 1966: Ehrendoktor „of Humane Letters“ des Lesley College der University of Cambridge